# Hưng Hội
Hưng Hội là một xã thuộc tỉnh Cà Mau, Việt Nam.

## Địa lý
Xã Hưng Hội có vị trí địa lý:
- Phía đông giáp thành phố Cần Thơ
- Phía tây giáp phường Bạc Liêu
- Phía nam giáp phường Vĩnh Trạch
- Phía bắc giáp xã Vĩnh Lợi.

Xã Hưng Hội có diện tích 62,41 km², dân số năm 2024 là 29.592 người, mật độ dân số đạt 474 người/km².

## Lịch sử
Ngày 5 tháng 10 năm 1917, làng Hưng Hội thuộc tổng Thạnh Hòa, quận Vĩnh Lợi, tỉnh Bạc Liêu.
Năm 1957, xã Hưng Hội thuộc tổng Thạnh Hòa, quận Vĩnh Lợi, tỉnh Ba Xuyên.
Năm 1964, xã Hưng Hội thuộc tổng Thạnh Hòa, quận Vĩnh Lợi, tỉnh Bạc Liêu.
Sau năm 1975, xã Hưng Hội thuộc huyện Vĩnh Lợi, tỉnh Bạc Liêu.
Ngày 20 tháng 9 năm 1975, Bộ Chính trị ban hành Nghị quyết số 245-NQ/TW về việc hợp nhất tỉnh Bạc Liêu, tỉnh Cà Mau và hai huyện An Biên, Vĩnh Thuận (ngoại trừ 2 xã Đông Yên và Tây Yên) của tỉnh Rạch Giá thành một tỉnh mới, tên gọi tỉnh mới cùng với nơi đặt tỉnh lỵ sẽ do địa phương đề nghị lên.
Ngày 20 tháng 12 năm 1975, Bộ Chính trị ban hành Nghị quyết số 19/NQ về việc hợp nhất tỉnh Bạc Liêu và tỉnh Cà Mau thành một tỉnh mới, tên gọi tỉnh mới cùng với nơi đặt tỉnh lỵ sẽ do địa phương đề nghị lên.
Ngày 24 tháng 2 năm 1976, Chính phủ Cách mạng Lâm thời Cộng hòa miền Nam Việt Nam ban hành Nghị định số 3/NQ/1976 về việc hợp nhất tỉnh Bạc Liêu và tỉnh Cà Mau thành một tỉnh mới, lấy tên là tỉnh Bạc Liêu – Cà Mau. Khi đó, xã Hưng Hội thuộc huyện Vĩnh Lợi, tỉnh Bạc Liêu – Cà Mau.
Ngày 10 tháng 3 năm 1976, Chính phủ ban hành Nghị quyết về việc thành lập tỉnh Minh Hải trên cơ sở đổi tên tỉnh Bạc Liêu – Cà Mau. Khi đó, xã Hưng Hội thuộc huyện Vĩnh Lợi, tỉnh Minh Hải.
Ngày 25 tháng 7 năm 1979, Hội đồng Bộ trưởng ban hành Quyết định số 275-CP về việc chia xã Hưng Hội thành xã Hưng Hội và xã Hưng Thành.
Ngày 14 tháng 2 năm 1987, Hội đồng Bộ trưởng ban hành Quyết định số 33B-HĐBT về việc tách một phần diện tích và dân số của xã Hòa Hưng để sáp nhập vào xã Hưng Hội.
Xã Hưng Hội có 2.624 ha đất và 9.760 nhân khẩu.
Ngày 6 tháng 11 năm 1996, Quốc hội ban hành Nghị quyết về việc chia tỉnh Minh Hải thành tỉnh Bạc Liêu và tỉnh Cà Mau. Khi đó, xã Hưng Hội và xã Hưng Thành thuộc huyện Vĩnh Lợi, tỉnh Bạc Liêu.
Ngày 26 tháng 7 năm 2005, Chính phủ ban hành Nghị định số 96/2005/NĐ-CP về việc thành lập huyện Hòa Bình thuộc tỉnh Bạc Liêu trên cơ sở một phần diện tích và dân số của huyện Vĩnh Lợi. Xã Hưng Hội và xã Hưng Thành trực thuộc huyện Vĩnh Lợi.
Ngày 23 tháng 11 năm 2020, HĐND tỉnh Bạc Liêu ban hành Nghị quyết số 30/NQ-HĐND về việc:
Xã Hưng Hội
- Sáp nhập ấp Bưng Xúc vào ấp Phú Tòng.

Xã Hưng Thành
- Sáp nhập ấp Phú Tòng vào ấp Nhà Thờ.

Tính đến ngày 31/12/2024, xã Hưng Hội có 8 ấp: Cả Vĩnh, Cái Giá, Cù Lao, Đay Tà Ni, Giả Tiểu, Nước Mặn, Phú Tòng, Sóc Đồn. Xã Hưng Thành có 10 ấp: Gia Hội, Hoàng Quân I, Hoàng Quân II, Hoàng Quân III, Năm Căn, Ngọc Được, Nhà Thờ, Quốc Kỷ, Vườn Cò, Xẻo Nhào.
Ngày 12 tháng 6 năm 2025, Quốc hội ban hành Nghị quyết số 202/2025/QH15 về việc sắp xếp đơn vị hành chính cấp tỉnh (nghị quyết có hiệu lực từ ngày 12 tháng 6 năm 2025). Theo đó, sáp nhập tỉnh Bạc Liêu vào tỉnh Cà Mau.
Ngày 16 tháng 6 năm 2025, Ủy ban Thường vụ Quốc hội ban hành Nghị quyết số 1655/NQ-UBTVQH15 về việc sắp xếp các đơn vị hành chính cấp xã của tỉnh Cà Mau năm 2025 (nghị quyết có hiệu lực từ ngày 16 tháng 6 năm 2025). Theo đó, sáp nhập toàn bộ 34,03 km² diện tích tự nhiên, quy mô dân số 14.844 người của xã Hưng Thành vào toàn bộ 28,38 km² diện tích tự nhiên, quy mô dân số 14.748 người của xã Hưng Hội thuộc huyện Vĩnh Lợi, tỉnh Bạc Liêu.
Xã Hưng Hội có 62,41 km² diện tích tự nhiên và quy mô dân số là 29.592 người.

## Xã hội

### Giáo dục
Các trường học tại xã Hưng Hội:
- Trường Mầm non Hoạ Mi: ấp Sóc Đồn
- Trường Tiểu học Trần Quốc Toản: ấp Sóc Đồn
- Trường Tiểu học Hoàng Hoa Thám: ấp Cả Vĩnh
- Trường THCS Hưng Hội: ấp Sóc Đồn.

### Y tế
Trên địa bàn xã có 1 trạm y tế tại ấp Sóc Đồn.

### Chợ
Hiện nay, xã có chợ Hưng Hội tại ấp Sóc Đồn.

## Văn hóa - du lịch
Nét đẹp đặc trưng cơ bản của Phật giáo Bắc tông:
- Chùa Hưng Thiện toạ lạc tại ấp Phú Tòng: Chùa được hình thành trên 150 năm và là nơi có bức tượng quan âm khổng lồ cao 43m, 36 vị hóa thân.
- Chùa Long Quang nằm sát Tỉnh lộ 976, ấp Sóc Đồn, chùa được xây dựng vào năm 1961, qua nhiều lần trùng tu, chùa xây mới chánh điện vào năm 2009.

Nét đẹp đặc trưng cơ bản của các chùa Nam tông Khmer:
- Chùa Ghositaram (chùa Đầu) tọa lạc tại ấp Cù Lao, chùa được xây dựng vào năm 1860 và được tổ chức lễ khánh thành lần đầu vào năm 1872.
- Chùa Soryaram (chùa Giữa) tọa lạc tại ấp Cái Giá, chùa được xây dựng từ 1937.
- Chùa Buppharam (chùa Chót) tọa lạc tại ấp Cái Giá.[14]
- Nhà thờ Nàng Rền ở ấp Nhà Thờ
- Miếu Bà Chúa Xứ ở ấp Gia Hội
- Chùa Vạn Linh ở ấp Hoàng Quân II.